# Handwerkerhof Nürnberg

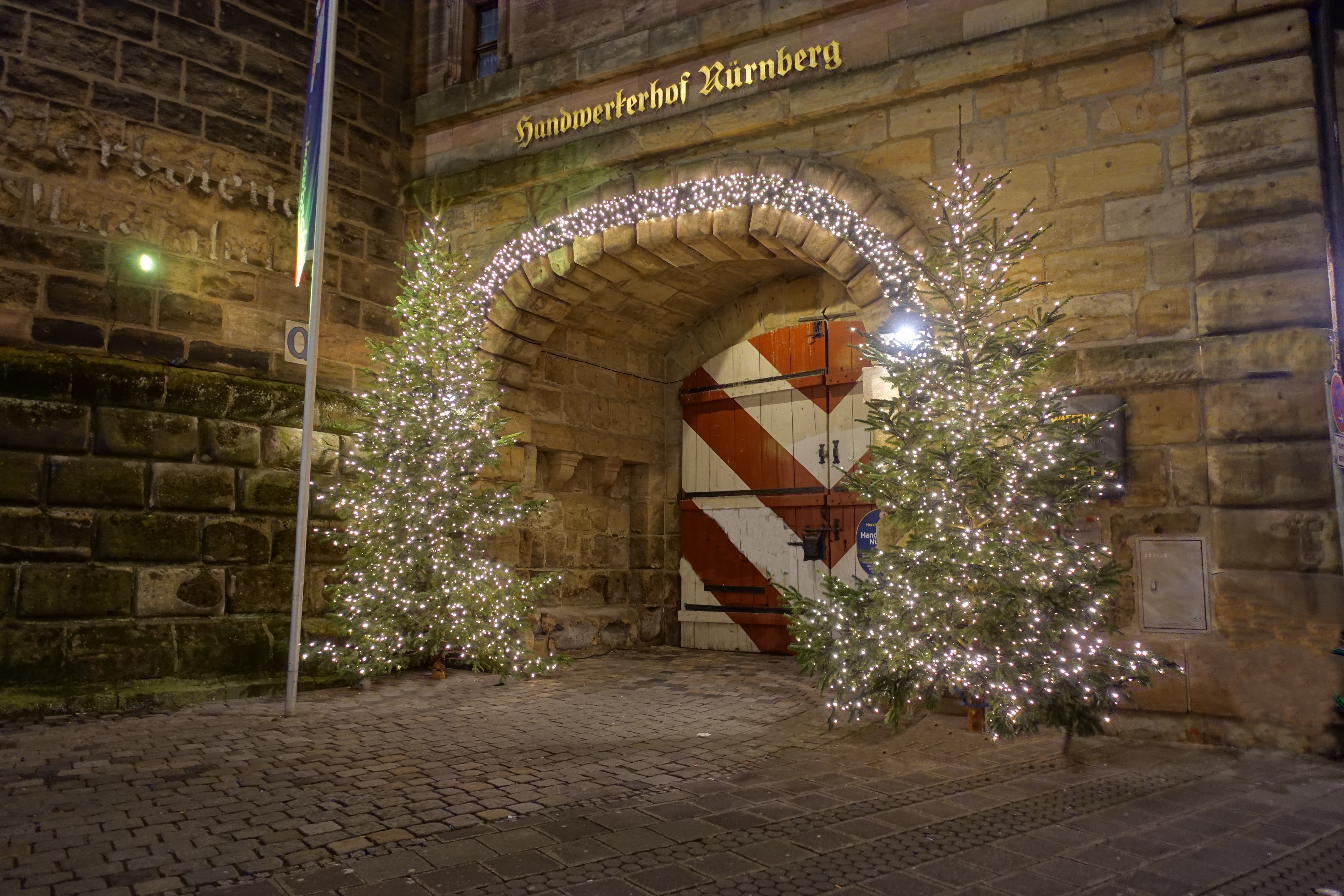
Handwerkerhof zur Weihnachtszeit

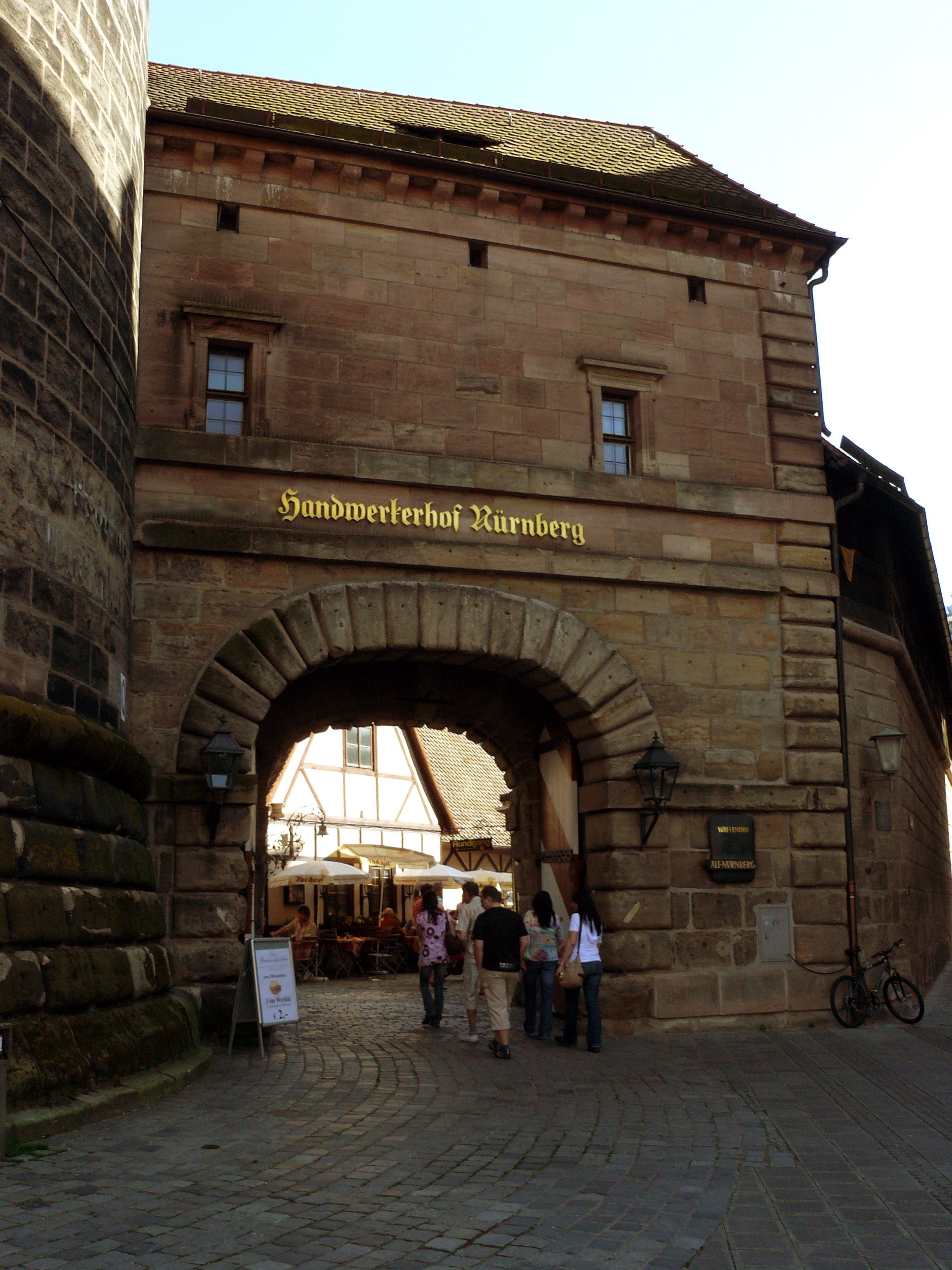
Zugang zum Handwerkerhof an der Königstraße

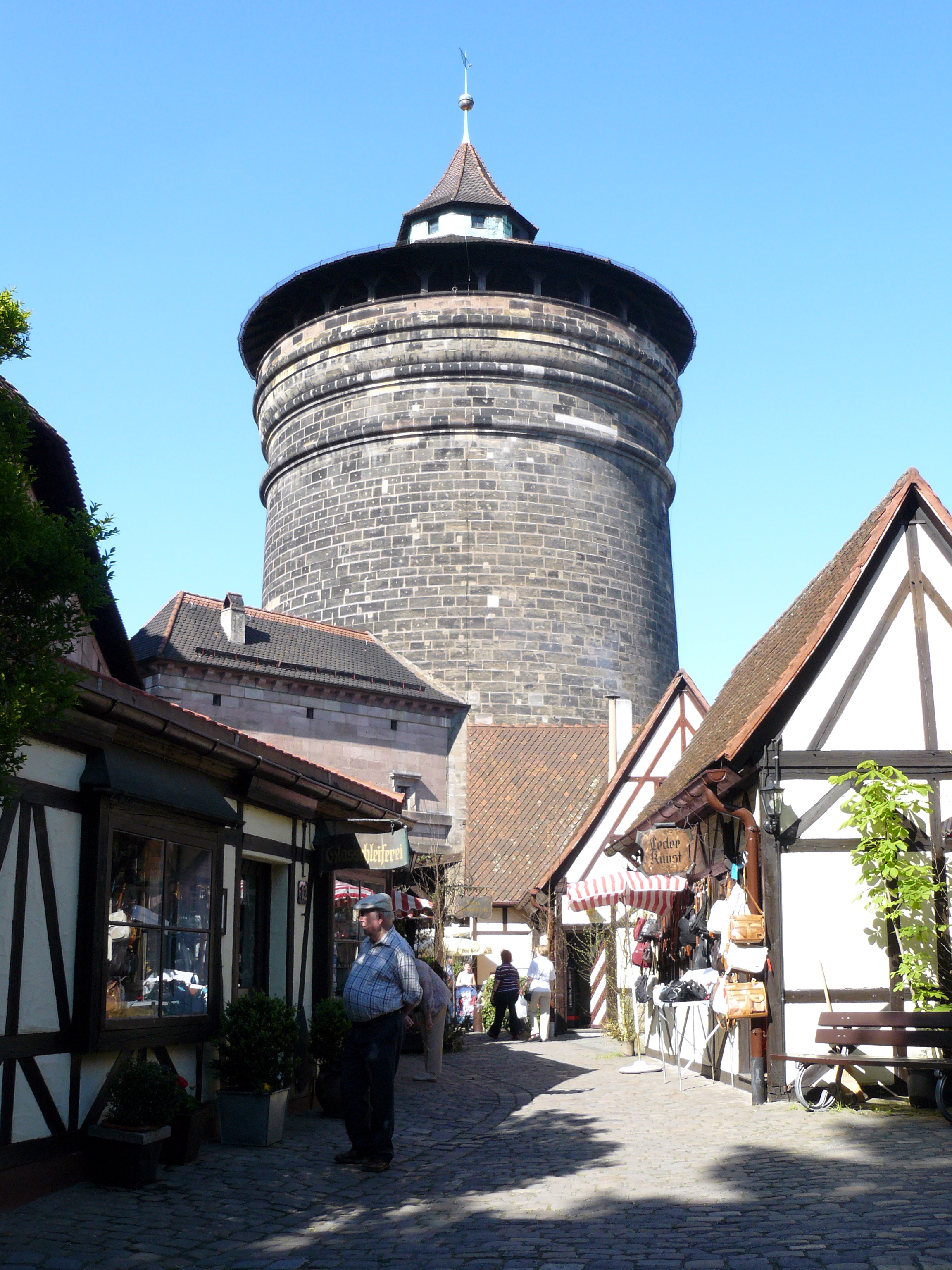
Im Handwerkerhof, im Hintergrund der Frauentorturm

Der Handwerkerhof Nürnberg wurde 1971 als Touristenattraktion im sogenannten „Waffenhof“ des Frauentors der letzten Nürnberger Stadtbefestigung angelegt. Er liegt am Altstadteingang „Königstor“ und damit am Fußweg vom Nürnberger Hauptbahnhof zu den traditionellen Touristenzielen Nürnbergs.

## Angebot
Im Handwerkerhof werden Spezialitäten wie Nürnberger Rostbratwürste, fränkische Bier- und Weinspezialitäten, Nürnberger Lebkuchen, Holz- und Blechspielzeug sowie anderes Kunsthandwerk angeboten. 
Neben dem Handel mit kunsthandwerklichen Gütern liegt ein Schwerpunkt auf der Präsentation der Handwerkskunst: Die Besucher können Lebküchnern, Töpfern, Zinngießern, Glasschleifern, Ledermachern, Goldschmieden oder Puppenmachern bei der Arbeit über die Schulter schauen.
Über das Jahr verteilt finden im Handwerkerhof Sonderausstellungen statt, beispielsweise die Krippenausstellung des Vereins Nürnberger Krippenfreunde im Dezember.
Der größte Besucheransturm wird jedes Jahr während des Nürnberger Christkindlesmarktes unter dem Motto Weihnachten im Handwerkerhof verzeichnet.

## Geschichte
Der Handwerkerhof wurde am 1. April 1971 anlässlich des Dürerjahrs zum 500. Geburtstages Albrecht Dürers eröffnet, seine Errichtung kostete damals 800.000 DM. Die Messeveranstalterin AFAG sanierte den historischen Waffenhof und errichtete ein Handwerkerstädtchen aus kleinen Häusern mit nachgeahmten Fachwerkfassaden. Die Gestaltung der Gaststätten, Werkstätten und Geschäfte wurden mit der für den Denkmalschutz zuständigen Stelle abgestimmt. Aufgrund des großen Zuspruchs wurden die Gebäude nicht wie vorgesehen 1972 abgerissen, und der Handwerkerhof besteht seither als Touristenattraktion fort.